# St Johnstone Football Club
Ne doit pas être confondu avec Johnstone Football Club.
Maillots
Le St Johnstone Football Club est un club écossais de football basé à Perth.

## Historique
- 1884 : fondation du club
- 1896 : 1re participation à la Central Football League
- 1897 : 1re participation à la Central Football Combination
- 1924 : 1re participation au championnat de 1re division (saison 1924/25) et installation au Muirton Park
- 1971 : 1re participation à une Coupe d'Europe (C3, saison 1971/72)
- 1989 : déménagement du Muirton Park et installation dans leur nouveau stade, le McDiarmid Park
- 2025 : rélegué en Championship (D2)

## Bilan sportif

### Palmarès
- Championnat d'Écosse de deuxième division (7) (appelé First Division depuis 1975) :
  - Champion : 1924, 1960, 1963, 1983, 1990, 1997, 2009

- Coupe d'Écosse (2) : 
  - Vainqueur : 2014 et 2021

- Coupe de la Ligue écossaise (1) : 
  - Vainqueur : 2021
  - Finaliste : 1970, 1999

- Scottish Challenge Cup (1) : 
  - Vainqueur : 2008
  - Finaliste : 1997

- B Division Supplementary Cup :
  - Finaliste : 1949 et 1952

- Tennents' Sixes :
  - Finaliste : 1992

### Bilan européen
Note : dans les résultats ci-dessous, le score du club est toujours donné en premier.
| Saison    | Compétition             | Tour              | Club                 | Domicile | Extérieur | Total             |
| --------- | ----------------------- | ----------------- | -------------------- | -------- | --------- | ----------------- |
| 1971-1972 | Coupe UEFA              | Premier tour      | Hambourg SV          | 3 - 0    | 1 - 2     | 4 - 2             |
| 1971-1972 | Coupe UEFA              | Deuxième tour     | Vasas SC             | 2 - 0    | 0 - 1     | 2 - 1             |
| 1971-1972 | Coupe UEFA              | Troisième tour    | Željezničar Sarajevo | 1 - 0    | 1 - 5     | 2 - 5             |
| 1999-2000 | Coupe UEFA              | Tour préliminaire | VPS Vaasa            | 2 - 0    | 1 - 1     | 3 - 1             |
| 1999-2000 | Coupe UEFA              | Premier tour      | AS Monaco            | 3 - 3    | 0 - 3     | 3 - 6             |
| 2012-2013 | Ligue Europa            | Deuxième tour Q   | Eskişehirspor        | 1 - 1    | 0 - 2     | 1 - 3             |
| 2013-2014 | Ligue Europa            | Deuxième tour Q   | Rosenborg BK         | 1 - 1    | 1 - 0     | 2 - 1             |
| 2013-2014 | Ligue Europa            | Troisième tour Q  | FK Minsk             | 0 - 1 ap | 1 - 0     | 1 - 1 (2 - 3 tab) |
| 2014-2015 | Ligue Europa            | Deuxième tour Q   | FC Lucerne           | 1 - 1 ap | 1 - 1     | 2 - 2 (5 - 4 tab) |
| 2014-2015 | Ligue Europa            | Troisième tour Q  | Spartak Trnava       | 1 - 2    | 1 - 1     | 2 - 3             |
| 2015-2016 | Ligue Europa            | Premier tour Q    | Alashkert FC         | 2 - 1    | 0 - 1     | 2 - 2E            |
| 2017-2018 | Ligue Europa            | Premier tour Q    | FK Trakai            | 1 - 2    | 0 - 1     | 1 - 3             |
| 2021-2022 | Ligue Europa            | Troisième tour Q  | Galatasaray SK       | 2 - 4    | 1 - 1     | 3 - 5             |
| 2021-2022 | Ligue Europa Conférence | Barrages Q        | LASK                 | 0 - 2    | 1 - 1     | 1 - 3             |

Légende
- Victoire ou qualification pour le tour suivant
- Match nul
- Défaite ou élimination de la compétition

## Joueurs et personnalités du club

### Entraîneurs
St Johnstone a eu 24 entraîneurs dans son histoire. Le plus long mandat fut celui de David Rutherford (11 ans), bien que sa fonction fut mise en sommeil durant la Seconde Guerre mondiale. Le club a, en moyenne, changé d'entraîneur tous les quatre ans. Par ailleurs, Willie Ormond et Bobby Brown quittèrent tous les deux les Saints pour prendre en main l'équipe nationale écossaise.
- Peter Grant (1919-1920)
- Jimmy Buchan (1920-1922)
- David Taylor (1924-1931)
- Tommy Muirhead (1931-1936)
- David Rutherford (1936-1947)
- Jimmy Crapnell (1947-1953)
- Johnny Pattillo (1953-1958)
- Bobby Brown (1958-1967)
- Willie Ormond (1967-1973)
- Jackie Stewart (1973-1976)
- Jim Storrie (1976-1978)
- Alex Stuart (1978-1980)
- Alex Rennie (1980-1985)
- Ian Gibson (1985-1987)
- Alex Totten (1987-1992)
- John McClelland (1992-1993)
- Paul Sturrock (1993-1998)
- Sandy Clark (1998-2001)
- Billy Stark (2001-2004)
- John Connolly (2004-2005)
- Owen Coyle (2005-2007)
- Derek McInnes (2007-2011)
- Steve Lomas (2011-2013)
- Tommy Wright (2013-2020)
- Callum Davidson (2020-avr. 2023)

### Joueurs emblématiques
Sont répertoriés sur le site officiel :
- Serhiy Baltacha
- John Brogan (en)
- Robert Campbell
- Joe Carr
- John Colburn
- John Connolly
- Bobby Davidson
- Callum Davidson
- Harry Ferguson
- Jimmy Fleming
- Henry Hall (en)
- Willie Imrie (en)
- Ally McCoist
- Tommy Muirhead
- Ian Rodger
- Drew Rutherford (en)
- Joe Toner (en)